# Броновицкая, Наталия Николаевна
Ната́лия Никола́евна Бронови́цкая (15 сентября 1941, Горький — 25 ноября 2020, Москва) — советский и российский архитектуровед, историк архитектуры. Специалист по советской архитектуре.

## Биография
В 1962—1968 годах училась на отделении истории и теории искусства исторического факультета Московского государственного университета имени М. В. Ломоносова.
С 1969 по 1973 год была научным сотрудником отдела советских фондов Музея архитектуры имени А. В. Щусева.
В 1973—2001 годах работала в системе ГлавАПУ Москвы, где занималась постановкой на охрану памятников архитектуры советского периода и работой по охране сооружений советского времени. Участвовала в поквартальном обследовании Москвы, разработала методику обследования сооружений XX века.
В 1992—2001 годах руководила издательским отделом «Моспроекта-2», где подготовила к изданию три хронологических тома (9-й, 10-й, 11-й) «Памятников архитектуры Москвы».
В середине 1990-х годов создала компьютерную базу данных памятников советской архитектуры Москвы на основе геоинформационной системы MAPINFO.
Одна из авторов Большой российской энциклопедии (2004—2017). Написала для БРЭ статьи «Москва» (архитектура после 1917 года), «Посохин Михаил Васильевич» (обе — совместно с Анной Броновицкой).
Рустам Рахматуллин характеризовал Наталию Броновицкую как «одну из лучших исследователей советской архитектуры».
Умерла 25 ноября 2020 года.

### Семья
- Дочь — Анна Юлиановна Броновицкая, российский архитектуровед, историк архитектуры, архитектурный критик[2].

## Основные работы

### Путеводитель «Архитектура Москвы 1920—1960»
В 2006 году Наталия Броновицкая вместе с Анной Броновицкой опубликовали путеводитель «Архитектура Москвы 1920—1960». В него вошло 109 памятников архитектуры, в том числе около 60 адресов авангарда 1920-х годов, около 40 адресов сталинских классики и ар-деко и около 10 адресов хрущёвско-брежневского модернизма. Вложенная в книгу карта включила около 500 объектов, кратко описанных в легенде. Рецензент путеводителя отмечал, что «гуще всего хрестоматийные памятники советского периода расставлены вблизи Красных Ворот и Каланчёвской площади».

### «Памятники архитектуры Москвы»
В 2012 году Наталия Броновицкая опубликовала единолично написанный 9-й том серии «Памятники архитектуры Москвы» — «Архитектура Москвы 1910—1935 гг.», в котором охватила градостроительные ситуации в период от Первой мировой войны до генплана Москвы 1935 года. Это была первая работа в серии, написанная по хронологическому, а не по принятому прежде территориальному принципу. Броновицкая смогла создать одновременно и монографию, и каталог; показать исторический процесс и не утратить личную интонацию.
Сергей Хачатуров в этой связи отмечал, что «Наталия Броновицкая сумела филигранно и очень тактично соединить разрозненные факты и судьбы отдельных домов в единое повествование. Прочитать историю Москвы как текст, в котором многое переплетено и взаимообусловлено, а потому требует бережного к себе отношения. Этим качеством выбранный метод исследования диаметрально отличается от принятой в официальных инстанциях политики: отдельные островки-шедевры сохраним, а историческая ткань города ценности не имеет, её можно безжалостно рушить».
Броновицкая убедительно доказала, что составленный под руководством Алексея Щусева план «Новой Москвы», опубликованный в 1923 году, — это не план альтернативной традиции, а план, в основе которого лежат традиционные идеи, связанные с планом средневековой Москвы XVII века. Щусев, тесно связанный с церковной архитектурой, отреагировал на усиление роли церкви в Москве в конце 1917 года и сохранил в своём плане практически все храмы в качестве доминант.
Броновицкая обращает внимание читателя на то, что прототипом авангардного щусевского Мавзолея Ленина был неосуществлённый проект «Памятника Мировому страданию», созданный Иваном Шадром в 1916 году как монумент, «объединяющий все народы мира в чувстве скорби и покаяния». Властные структуры в топографии города были децентрализованы. Отдельная часть книги «посвящена ансамблю Всероссийской сельскохозяйственной и кустарно-промышленной выставки 1923 года и как нового ансамбля послереволюционной Москвы, и как уникального прецедента относительно мирной совместной реализации проектов традиционалистов и новаторов».
Параллельно с щусевской «Новой Москвой» инженером Сергеем Шестаковым разрабатывался план «Большая Москва», завершённый к 1929 году. Броновицкая соотнесла проект Шестакова с экономическими и социально-политическими реалиями времени, которые «требовали нового чёткого зонирования города,
создания магистралей-дублеров старых улиц, урбанистических приоритетов в развитии плана». Хачатуров отмечает, что «в тексте есть замечательный пассаж о том, что модернизм в
архитектуре наступает с отменой антропоцентрической системы мер и переходом к метрической
системе».
В 2015 году Наталия Броновицкая опубликовала 10-й том «Памятников архитектуры Москвы» — «Архитектура Москвы, 1933—1941 гг.», в 2020-м — 11-й том «Архитектура Москвы, 1941—1955 гг.»